# Trận Làng Vây
Trận Tà Mây - Làng Vây là một trận đánh then chốt trong Chiến dịch Đường 9 - Khe Sanh của Quân Giải phóng miền Nam Việt Nam, diễn ra vào đêm ngày 6 tháng 2, rạng sáng ngày 7 tháng 2 năm 1968. Đây là trận đánh đầu tiên có sự tham gia của lực lượng Tăng – Thiết giáp của Quân Giải phóng miền Nam Việt Nam trong Chiến tranh Việt Nam.

## Tương quan
Làng Vây là một cứ điểm kiên cố của Lực lượng đặc biệt Hoa Kỳ tại miền Nam trong hệ thống phòng ngự trên Đường 9 - Khe Sanh, do 4 đại đội biệt kích CIDG và một số quân Mỹ chốt giữ. Trước trận đánh, có khoảng 520 lính Hoàng gia Lào từ cứ điểm Huội San chạy về Làng Vây (xem thêm Trận Huội San) nên quân số trong cứ điểm có khoảng 900. Vũ khí, trang bị gồm có 2 khẩu súng cối 106,7mm, 4 khẩu cối 81mm, 16 khẩu cối 61mm, 2 khẩu ĐKZ 106mm, 4 khẩu ĐKZ 57mm, 27 khẩu M-79, 75 súng chống tăng M72 LAW, 390 quả mìn Claymore và nhiều súng tiểu liên, trung liên, đại liên.
Theo tài liệu của Quân Giải phóng miền Nam Việt Nam, để tiến công cứ điểm này, họ đã huy động lực lượng gồm Trung đoàn 24 bộ binh, Tiểu đoàn 2 Trung đoàn 675 pháo binh, 2 tiểu đoàn công binh, 2 đại đội đặc công, 1 đại đội súng máy phòng không, 1 trung đội súng phun lửa. Đặc biệt, có sự tham gia của 2 đại đội tăng thiết giáp thuộc Tiểu đoàn 198 Trung đoàn 203 Quân Giải phóng miền Nam Việt Nam với 22 xe tăng PT-76 (nhưng chỉ có 16 chiếc tham gia trận đánh này).

## Quá trình chuẩn bị
Từ tháng 10 năm 1967, Tiểu đoàn 198 thuộc Trung đoàn 203 Quân Giải phóng miền Nam Việt Nam (gồm 2 đại đội với 22 xe tăng) bắt đầu di chuyển vượt 1.000 km đường Trường Sơn từ miền Bắc vào tỉnh Quảng Trị để phối hợp đánh căn cứ Mỹ ở Làng Vây trong chiến dịch Đường 9 - Khe Sanh. Căn cứ Làng Vây là nơi tiền phương của Mỹ, nhằm ngăn bộ đội hành quân vào miền Nam. Đây là trận đánh đầu tiên của lực lượng tăng thiết giáp và cũng là trận đánh then chốt trong chiến dịch.
Bộ đội Việt Nam đã dùng hàng trăm ống tre kết thành giàn dựng phía trên xe tăng. Tre rỗng ở giữa góp phần tiêu hao nhiệt lượng do máy móc phát ra khiến Mỹ không thể sử dụng phương tiện cảm ứng nhiệt hiện đại để dò ra. Được che từ phía trên nên dù máy bay Mỹ bay ở trên cũng không thể biết được xe tăng và khi rải bom thì xe không hề hấn gì. Ban đêm đơn vị hành quân còn vào ban ngày thì nghỉ ngơi để bộ đội lấy lại sức và duy tu, bảo dưỡng xe. Nhân dân các dân tộc Pa Kô, Vân Kiều huyện Hướng Hóa, tỉnh Quảng Trị đã giúp đỡ quân Giải phóng như giữ bí mật nơi đóng quân, trinh sát, vận chuyển đạn pháo, bình điện cho xe tăng.
Cuối tháng 12 năm 1967, đơn vị xe tăng đã có mặt tại điểm tập kết tại Na Bo, Nậm Khang (Lào) để chuẩn bị và mùa khô năm 1968 thì bắt đầu hành quân từ Na Bo về làng Vây. Ông Nguyễn Quang Tám, nguyên chuyên gia cố vấn của Đoàn 565, cho biết để đoàn xe tăng về được làng Vây, đơn vị của ông đã không biết bao nhiêu lượt vận động người dân Lào, Việt để làm đường ngầm vượt sông Sê Pôn, sông Sê Păng Hiêng. Mỗi lần như thế, phải vận động trên 300 người dân để làm đường ngầm cho xe vượt sông, chặt nứa kết bè vận chuyển nhu yếu phẩm, xích tăng. Xe tăng đi tới đâu là quân và dân đi theo tới đó để xóa dấu bánh xích nhằm không để cho đối phương phát hiện.

## Diễn biến
Trước khi đánh vào căn cứ Làng Vây, nhiều bộ đội công binh đã hy sinh khi gỡ mìn cho xe tăng đi qua. Thiếu tướng Lê Xuân Tấu cho biết: khi đến giờ nổ súng (21 giờ ngày 6 tháng 2 năm 1968) thì phía trước còn đầy mìn. Lúc đó, người chỉ huy phá mìn của lực lượng công binh là trung đội phó, Anh hùng lực lượng vũ trang nhân dân Bùi Ngọc Dương bị thương, một cánh tay chỉ còn treo lủng lẳng. Anh Dương yêu cầu đồng đội của mình dùng dao găm cắt cánh tay của mình để không bị vướng nhưng không ai dám làm nên anh tự cắt, nín nhịn cơn đau và vẫn chỉ huy nhiệm vụ.
Khi nhận định bãi mìn trước mắt chỉ là mìn chống bộ binh, không thể sát thương xe tăng nên ông Tấu quyết định cho xe mình đang điều khiển tiên phong húc đổ hàng rào, tấn công cứ điểm làng Vây. Trận đánh bắt đầu lúc 23 giờ 30 phút ngày 6 tháng 2. Sau khi pháo binh bắn chế áp, bộ binh, đặc công và xe tăng của Quân Giải phóng miền Nam Việt Nam tiến công cứ điểm từ 3 hướng: nam, tây bắc, và đông bắc. "Khi chúng tôi nã phát súng đầu tiên, quân địch mới biết có xe tăng tấn công và do quá bất ngờ nên không kịp trở tay. Chúng tôi nhanh chóng làm chủ tình hình" - ông Tấu nhớ lại.
Đến 1 giờ 5 phút ngày 7 tháng 2, Quân Giải phóng miền Nam Việt Nam chiếm được khu trung tâm. Quân Mĩ và đồng minh cố chống cự bằng súng chống tăng M-72, nhưng đa số hơn 100 quả đạn hoặc bắn trượt, hoặc văng ra khi gặp vỏ giáp nghiêng của xe PT-76. Vũ khí hiệu quả nhất là 2 khẩu pháo không giật 106,7mm thì chỉ kịp bắn hạ được 1 xe PT-76 trước khi bị những chiếc khác dùng pháo D-56T phá hủy hoàn toàn.
Từ 3 giờ 30 phút ngày 7 tháng 2, Quân Giải phóng đã chiếm xong hầu hết các khu vực và bắt đầu tổ chức truy quét quân địch ở các hầm ngầm, công sự. Đến 10 giờ cùng ngày, lá cờ của Quân Giải phóng miền Nam Việt Nam đã tung bay ở cứ điểm Làng Vây.
Xe tăng PT-76 của Quân Giải phóng miền Nam Việt Nam xuất hiện đã gây bất ngờ lớn, thậm chí là gây sốc cho đối phương. Được xe tăng PT-76 che chắn, các đợt tấn công đột phá của bộ binh Quân Giải phóng diễn ra hết sức nhanh chóng với thương vong thấp hơn hẳn. Trong trận đánh này, phần lớn lực lượng quân Hoa Kỳ và đồng minh đã bị tiêu diệt hoặc bắt sống. Chỉ có một số ít lính Mỹ kịp chạy thoát được tới Khe Sanh dưới sự yểm trợ của không quân.

## Kết quả
Chiến thắng Làng Vây đã giúp Quân Giải phóng miền Nam Việt Nam có bàn đạp cực vững chắc để tấn công Khe Sanh. Chiến thắng này chứng tỏ rằng MACV đã đánh giá quá sai lầm khi cho rằng bộ binh Quân Giải phóng không có khả năng sử dụng chiến xa trên chiến trường miền Nam. Thất bại tại Làng Vây cũng chứng tỏ trang bị chống tăng của bộ binh Mỹ có nhiều vấn đề, khi súng chống tăng M72 LAW dù bắn nhiều phát vẫn không tiêu diệt được nổi 1 chiếc PT-76

## Nhận xét
| “                                | Biết lựa chọn thời cơ và hướng tấn công cũng như bảo đảm bí mật, bất ngờ trong hành quân, trú quân là những vấn đề lớn được rút ra từ trận đánh Tà Mây, Làng Vây đến nay đã trở thành kinh nghiệm thực tiễn quý báu cho công tác huấn luyện, sẵn sàng chiến đấu của bộ đội tăng thiết giáp. | ” |
| — VTV1, Đài Truyền hình Việt Nam | |   |